# Listwianka (stacja kolejowa)
Listwianka (ros. Листвянка) – węzłowa stacja kolejowa w miejscowości Listwianka, w rejonie riazańskim, w obwodzie riazańskim, w Rosji. Węzeł linii Moskwa – Riazań – Samara ze ślepą linią do Gawierdowa (będącą pozostałością po dawnym przebiegu linii Riazań – Samara).